# Lingbao
Pour les articles homonymes, voir Lingbao (homonymie).
Lingbao (chinois : 灵宝市 ; pinyin : Língbǎo shì) est une ville-district de l'ouest de la province du Henan en Chine. Elle est placée sous la juridiction de la ville-préfecture de Sanmenxia.

## Démographie
La population du district était de 712 020 habitants en 1999.